# Commiphora drakebrockmanii
Commiphora drakebrockmanii är en tvåhjärtbladig växtart som beskrevs av Thomas Archibald Sprague. Commiphora drakebrockmanii ingår i släktet Commiphora och familjen Burseraceae. Inga underarter finns listade i Catalogue of Life.